# Eutrecha florezi
Espèce
Eutrecha florezi est une espèce de solifuges de la famille des Ammotrechidae.

## Distribution
Cette espèce est endémique de Colombie. Elle se rencontre dans les départements de Bolívar et d'Atlántico.

## Description
Le mâle holotype mesure 12,26 mm et la femelle paratype 14,20 mm.

## Étymologie
Cette espèce est nommée en l'honneur d'Eduardo Flórez Daza.

## Publication originale
- Villarreal-Blanco, Armas & Martínez, 2017 : Una especie nueva del género Eutrecha Maury, 1982 del Caribe colombiano (Solifugae: Ammotrechidae). Revista Ibérica de Aracnología, no 30, p. 139-142.